# Phytoliriomyza bicolorata
Phytoliriomyza bicolorata är en tvåvingeart som beskrevs av Spencer 1976. Phytoliriomyza bicolorata ingår i släktet Phytoliriomyza och familjen minerarflugor. Inga underarter finns listade i Catalogue of Life.